# Спинороговидні
Спинороговидні (Balistoidei) — підряд скелезубоподібних риб. Підряд містить чотири родини, 61 рід, 182 види, що поширені переважно у тропіках.

## Опис
Тіло у спинороговидних, як правило, стиснуте з боків, високе або подовжене, голе або, частіше, покрите видозміненою кістковою лускою, часом дуже великою і товстою, але не зливається своїми краями і не утворюють єдиного панцира. Зуби на щелепах не зливаються один з одним. Крім зовнішнього ряду, на верхньої щелепи є зуби внутрішнього ряду. Мається передній спинний плавець, підтримуваний небагатьма, від одного до семи, колючими променями. Перша колючка найбільша, «замикається» у вертикальному положенні за допомогою спеціального пристосування у спинорогових і єдинорогових. Черевні плавці або маються, або представлені єдиною непарною колючкою, або зовсім відсутні.

## Класифікація
- Підряд Спинороговидні (Balistoidei)
  - Родина Трьохшипі (Triacanthidae)
  - Родина Спинорогові (Balistidae)
  - Родина Єдинорогові (Monacanthidae)
  - Родина Кузовкові (Ostraciidae)